# 劉星
劉 星（りゅう せい、刘星、リュ・シン、1984年12月10日 - ）は、中国の囲碁棋士。天津市出身、中国囲棋協会所属、七段。阿含・桐山杯中国囲棋快棋公開戦2連覇、世界囲碁選手権富士通杯4位など。古力、孔傑らとともに6小虎組と呼ばれる。

## 経歴
6歳で囲碁を学び、13歳で国家少年囲棋隊入り。1995年初段。1998年世界青少年囲碁選手権大会青年の部優勝。1999年全国囲棋個人戦で5位。2003、04年にリコー杯で連続準優勝。2004年七段昇段。2005年招商銀行杯で、決勝で古力を破って棋戦初優勝。阿含・桐山杯で2006年、2007年と連続優勝、日中決戦でもともに張栩に勝利。2008年富士通杯ではベスト4進出、3位決定戦で常昊に敗れる。同年、応昌期杯ベスト4進出。
2009年名人戦挑戦社決定戦進出。2012年BCカード杯と昌期杯でベスト16。2013年倡棋杯ベスト4。
中国囲棋甲級リーグでは2001年から中信大三元、北京新興地産チームで出場。2008年第1回ワールドマインドスポーツゲームズでは、男子個人戦に出場してベスト8進出するが王檄に敗れる。中国棋士ランキングでは2007年12位、2009年4位。

### タイトル歴
国際棋戦
- 阿含・桐山杯日中決戦 2006年（○張栩）、07年（○張栩）

国内棋戦
- 招商銀行杯中国囲棋電視快棋戦 2005年
- 阿含・桐山杯中国囲棋快棋公開戦 2006、07年

### その他の棋歴
国際棋戦
- 世界囲碁選手権富士通杯 4位 2008年（○王立誠、○趙漢乗、×李昌鎬、×常昊）
- 応昌期杯世界プロ囲碁選手権戦 ベスト4 2008年（○江鳴久、○王銘琬、○朴永訓、0-2 崔哲瀚）
- トヨタ&デンソー杯囲碁世界王座戦 ベスト8 2008年
- ワールドマインドスポーツゲームズ 男子個人戦ベスト8 2008年（○李沂修、×王檄）
- アジア競技大会 2010年男子団体戦銀メダル、ペア碁戦5位（唐奕とペア）
- ペア碁ワールドカップ 3位 2010年（唐奕とペア）
- 農心辛ラーメン杯世界囲碁最強戦
  - 2006年 1-1（○柳才馨、×三村智保）
  - 2010年 1-1（○羽根直樹、×李昌鎬）
- 招商地産杯中韓囲棋団体対抗戦
  - 2011年 1-0（○朴永訓）
- 国際新鋭囲碁対抗戦
  - 2001年 （×松本武久）
  - 2004年 2-1（○溝上知親、×陳詩淵、○朴正祥）
  - 2005年 2-1（○夏大銘、○溝上知親、×元晟溱）

国内棋戦
- リコー杯囲棋戦 準優勝 2003年（孔傑に敗れる）、04年（常昊に敗れる）
- 倡棋杯中国プロ囲棋選手権戦 準優勝 2008年第4期（1-2 古力）、08年第5期（1-2 邱峻）、11年8期（1-2 古力）
- リコー杯囲棋混双戦 優勝 2009年（唐奕とペア）
- 全国囲棋個人戦 1999年5位
- 全国智力運動会 2009年男子団体戦4位、2011年男子団体戦3位
- 中国囲棋甲級リーグ戦
  - 1999年（中信大三元）
  - 2000年（中信大三元）
  - 2001年（中信大三元）
  - 2002年（中信大三元）
  - 2003年（北京大興）15-6
  - 2004年（北京新興地産）14-7
  - 2005年（北京新興地産）15-7
  - 2006年（北京新興地産）
  - 2007年（新興地産）13-9
  - 2008年（新興地産）11-10
  - 2009年（蘇泊爾杭州）13-9
  - 2010年（蘇泊爾杭州）6-15
  - 2011年乙級（蘇泊爾杭州）5-2
  - 2012年（蘇泊爾杭州）12-9
  - 2013年（蘇泊爾杭州）8-12
  - 2014年乙級（宏達控股集団有限公司）4-3、コーチ
  - 2015年（杭州棋院）4-8
  - 2016年（河北新奥）2-6
  - 2017年（河南）5-12